# Picnic

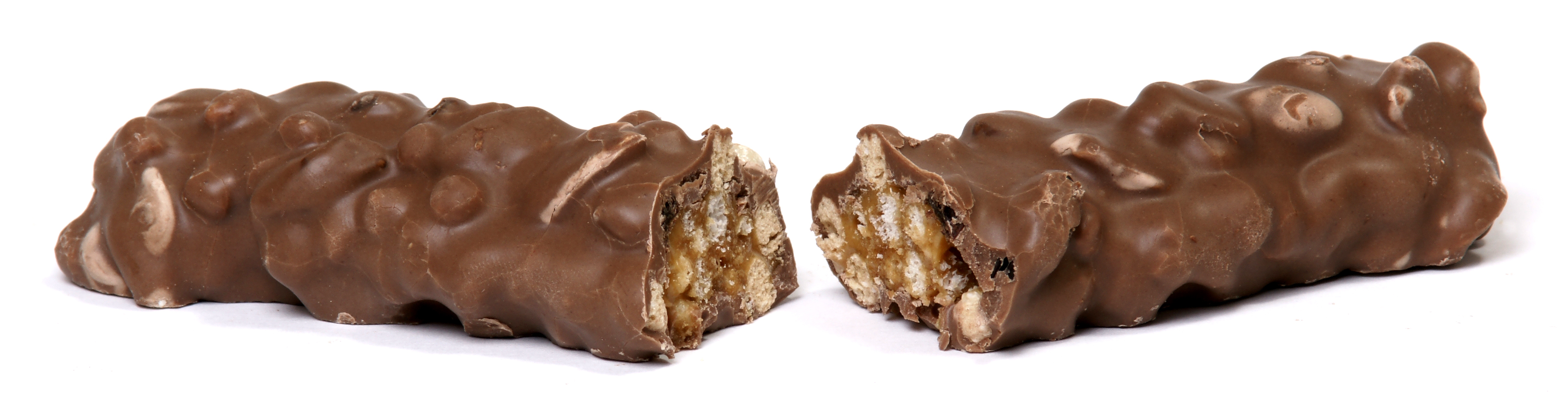
Разломленный батончик Picnic в Британии и Ирландии

Picnic — шоколадный батончик, состоящий из молочного шоколада, арахиса, нуги, карамели, бисквита и воздушного риса. Продукт имеет комковатую форму.
Батончики Picnic продаются в Австралии, некоторых частях Канады (таких как Квебек), Новой Зеландии, Нью-Йорке, Сан-Франциско, Индии, Ирландии, России (с 1993 года), Украине, Южной Африке («Lunch Bar»), Германии и Великобритании. На британском, немецком, ирландском и индийском рынках батончики продаются с изюмом.

## Описание
Впервые батончик MacRobertson Picnic был выпущен в 1950 году в Австралии. В 1950-е годы батончик также был выпущен в Великобритании Фраем (Fry). В 1967 году компания Cadbury приобрела производителя кондитерских изделий MacRobertson Chocolates, основанного в 1880 году. После этого была построена ещё одна производственная база в Мельбурне, штат Виктория, где начался выпуск продукции брендов Old Gold (1919), Picnic, Cherry Ripe (1924) и Freddo Frog (1930).
В начале 2000-х годов у Picnic появился слоган «Deliciously ugly». На протяжении 1970-х годов в Австралии применялся слоган Picnic «More like a banquet than a picnic». В начале 1990-х годов в телевизионной рекламе Великобритании был показан поющий аниматронный верблюд по имени Келвин (Calvin), исполнивший пародию на песню Элвина Стардаста (Alvin Stardust) «My Coo Ca Choo». Текст песни описывает ингредиенты шоколадного батончика, скандирует слова «Chew» и «Goo», в то время как серия подписей появляется по ходу рекламы, пародируя The Chart Show. Эти подписи предлагают факты об исполнителе и датах тура во время проигрыша музыкального радио. Слоган рекламного ролика звучал так: «There’s no goo in it when Calvin’s chewin’ it». Рекламный ролик также был показан в России и Украине, но с переводом.

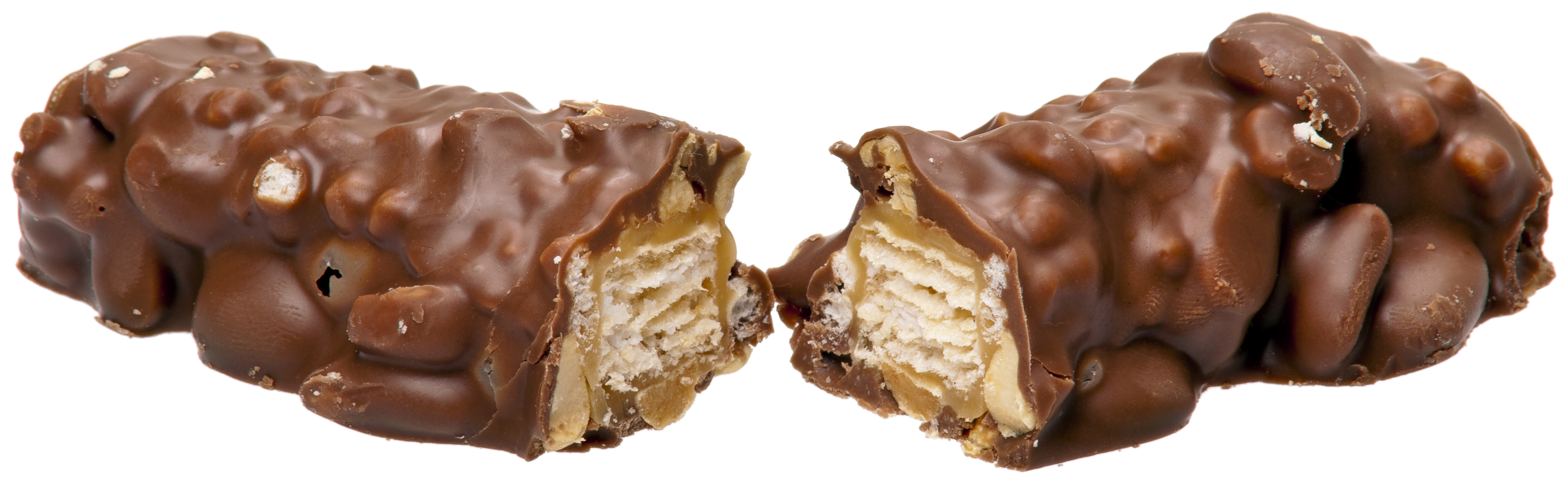
Разломленный батончик Picnic в Австралии и Новой Зеландии

В Австралии за последние годы продавались ограниченные варианты Picnic Honeycomb, Picnic Hedgehog и Picnic Rocky Road. В 2010 году ограниченная серия батончиков Almond Picnic стала продаваться в Новой Зеландии и Австралии под названием Roast Almond Feast. 
В апреле 2009 года в Австралии масса батончика Picnic была снижена с 50 граммов до 48,4 грамма, а в августе 2014 года — до 46 г. 
В Великобритании по состоянию на 2018 год масса стандартного батончика Picnic составляет 48,4 грамма. Также батончики продаются в мультиупаковках. В 2011 году в Австралии начались продажи батончика Picnic с фруктами и орехами. 
С 2017 года в России батончик продаётся под названием Alpen Gold Picnic. По состоянию на 2018 год продаются два вкуса: один с арахисом и изюмом (классический), а другой — с грецкими орехами.